# Cecilie Skog

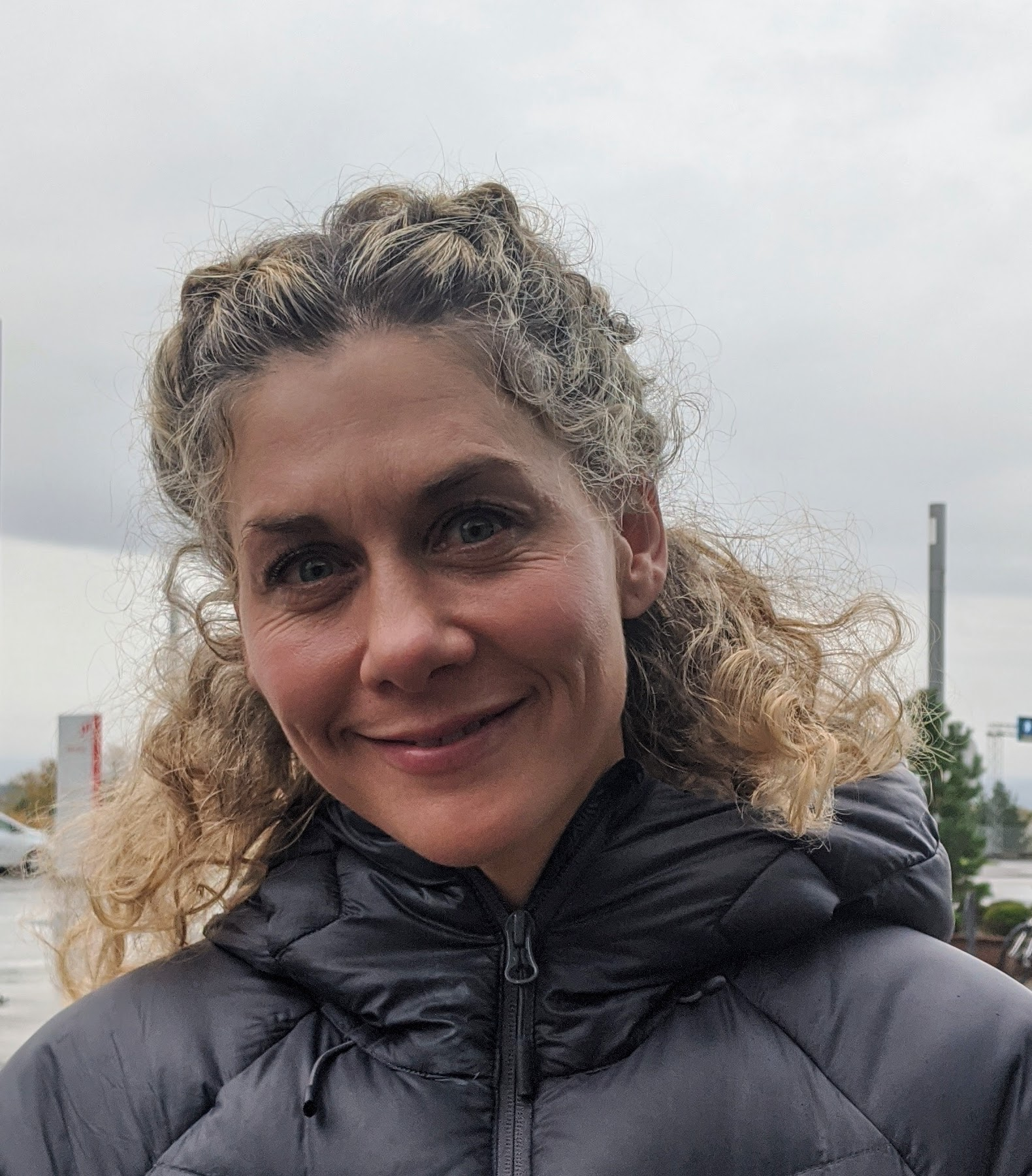
Cecilie Skog

Cecilie Skog (* 9. August 1974 in Ålesund) ist eine norwegische Abenteurerin, Extrembergsteigerin und Fernsehpersönlichkeit. Sie ist die erste Frau, die den Explorers Grand Slam (Erreichen des Nordpols, Südpols sowie der Seven Summits) vollendete.

## Biografie
Skog wuchs im westnorwegischen Ålesund auf und ist ausgebildete Krankenschwester. Im Anschluss studierte sie Friluftsliv (deutsch: in etwa Freiluftpädagogik) an der Hochschule Volda und arbeitete als Berg- und Gletscherführerin. Von 2007 bis zu dessen Tod 2008 war sie mit dem Bergsteiger Rolf Bae verheiratet, der auch seit Anfang ihrer Karriere ihr Kletterpartner war. Mit dem norwegischen Abenteurer Aleksander Gamme hat sie zwei Töchter, mit denen sie in Oslo lebt.

## Karriere
Ihre Karriere als Extrembergsteigerin begann Skog mit dem Besteigen des Cho Oyu im Jahr 2003. Sie ist damit die erste Norwegerin, die den Gipfel eines 8000er erreichte. Ein Jahr später erreichte sie gemeinsam mit ihrem Partner Rolf Bae den Mount Everest, gefolgt vom Südpol im Dezember 2005 und schließlich dem Nordpol am 24. April 2006. Die kurze Folge ihrer Expeditionen brachte ihr Einträge ins Guinness-Buch der Rekorde für das schnellste Erreichen der drei Pole durch eine Frau sowie das schnellste Erreichen des Nordpols ohne Hilfsmittel durch eine Frau, ein.
2007 erreichte Skog den letzten der Seven Summits, und ist damit die erste Frau, die sowohl beide Pole, als auch die jeweils höchsten Erhebungen auf allen Kontinenten erreicht hat.
Im August 2008 nahm Skog, gemeinsam mit Bae, Lars Nessa und Øystein Stangeland an der ersten norwegischen Expedition zum K2 teil. Skog, Nessa und Bae erreichen den Gipfel am Abend des ersten Augusts, während Stangeland seine Lampe verloren hatte und ins Basecamp zurückkehren musste. Beim Abstieg im Dunkeln wurde Rolf Bae von einer Eislawine getroffen und stürzte in den Tod. Skog und Nessa kehrten unversehrt ins Basecamp zurück. Insgesamt starben am 1. und 2. August 2008 elf Menschen am K2.
Im Januar 2010 gelang Skog gemeinsam mit dem Amerikaner Ryan Waters die erste Durchquerung der Antarktis ohne Hilfssegel oder Proviantversorgung während der 70-tägigen Expedition. In den folgenden zwei Jahren folgten zwei weitere 8000er gemeinsam mit Water, der Manaslu 2011 und der Lhotse 2012, bevor Skog das Extrembergsteigen aufgab.

### Fernsehkarriere
Seit 2010 konzentriert sich Skog zunehmend auf eine Karriere jenseits der Expeditionen. Sie war Teilnehmerin der norwegischen Version von Dancing with the Stars, Skal vi danse und Expeditionsleiterin der Fernsehprogramme Til toppen av Norge („Zum Gipfel Norwegens“) und Drømmeturen („Die Traumtour“). Hier lernte sie auch ihren späteren Partner und Vater ihrer Töchter Aleksander Gamme kennen.
Besondere Aufmerksamkeit erhielt sie mit der Serie Tjukken & Lillemor, in der sie gemeinsam mit dem unerfahrenen Komiker Truls Svendsen auf Skiern Grönland überquerte. Während der Aufzeichnungen gab sie ihre erste Schwangerschaft bekannt. In der 2018 veröffentlichten zweiten Staffel, versuchen Skog und Svendsen den Aconcagua, den höchsten Berg außerhalb Asiens zu besteigen.

## Veröffentlichungen
- Cecilie Skog og de tre polene (mit Sigri Sandberg Meløy), Wigestrand, 2006, dt.: Den Himmel berühren: Mein Weg auf die höchsten Gipfel und an die Pole, Malik, 2009
- Til Rolf: tusen fine turer og én trist (mit Sigri Sandberg Meløy), Gyldendal, 2009
- Antarktis: 71 dager, 1800 kilometer og én million tanker (mit Sigri Sandberg Meløy), Gyldendal, 2011
- Utemat, (mit Esben Johansen), Gyldendal, 2012
- Et friluftsliv (mit Sigri Sandberg Meløy), Gyldendal, 2014
- Kom, bli med ut!, (Illustration: Kristina Farstad Bjerkek), Cappelen Damm, 2021

## Auszeichnungen
- 2004 – Årets fjellgeit (Ehrenpreis des norwegischen Wandervereins)